# Lévis-Saint-Nom
Lévis-Saint-Nom ist eine französische Gemeinde mit 1610 Einwohnern (Stand 1. Januar 2022) im Département Yvelines in der Region Île-de-France. Sie gehört zum Arrondissement Rambouillet und zum Kanton Maurepas. Die Einwohner werden Levissiens genannt.

## Geographie
Lévis-Saint-Nom umfasst eine Fläche von 825 Hektar. Die Gemeinde gehört zum Regionalen Naturpark Haute Vallée de Chevreuse. Nachbargemeinden sind:
- Coignières im Norden,
- Le Mesnil-Saint-Denis im Osten,
- Dampierre-en-Yvelines im Süden und
- Les Essarts-le-Roi im Westen.

## Bevölkerungsentwicklung
| Jahr      | 1962 | 1968 | 1975 | 1982 | 1990 | 1999 | 2006 | 2011 |
| Einwohner | 738  | 660  | 1030 | 1428 | 1593 | 1696 | 1729 | 1708 |

## Sehenswürdigkeiten
Siehe auch: Liste der Monuments historiques in Lévis-Saint-Nom
- Kirche Saint-Nom-Notre-Dame aus dem 13. Jahrhundert
- Château de La Cour Lévis (Schloss aus dem 19. Jahrhundert)
- Abtei Notre-Dame de la Roche (Kloster aus dem 17. Jahrhundert)
- Château de La Boissière Beauchamp (Schloss aus dem 19. Jahrhundert)
- Château de Crussol (Schloss aus dem 16. Jahrhundert; heute nur noch als Ruine erhalten)

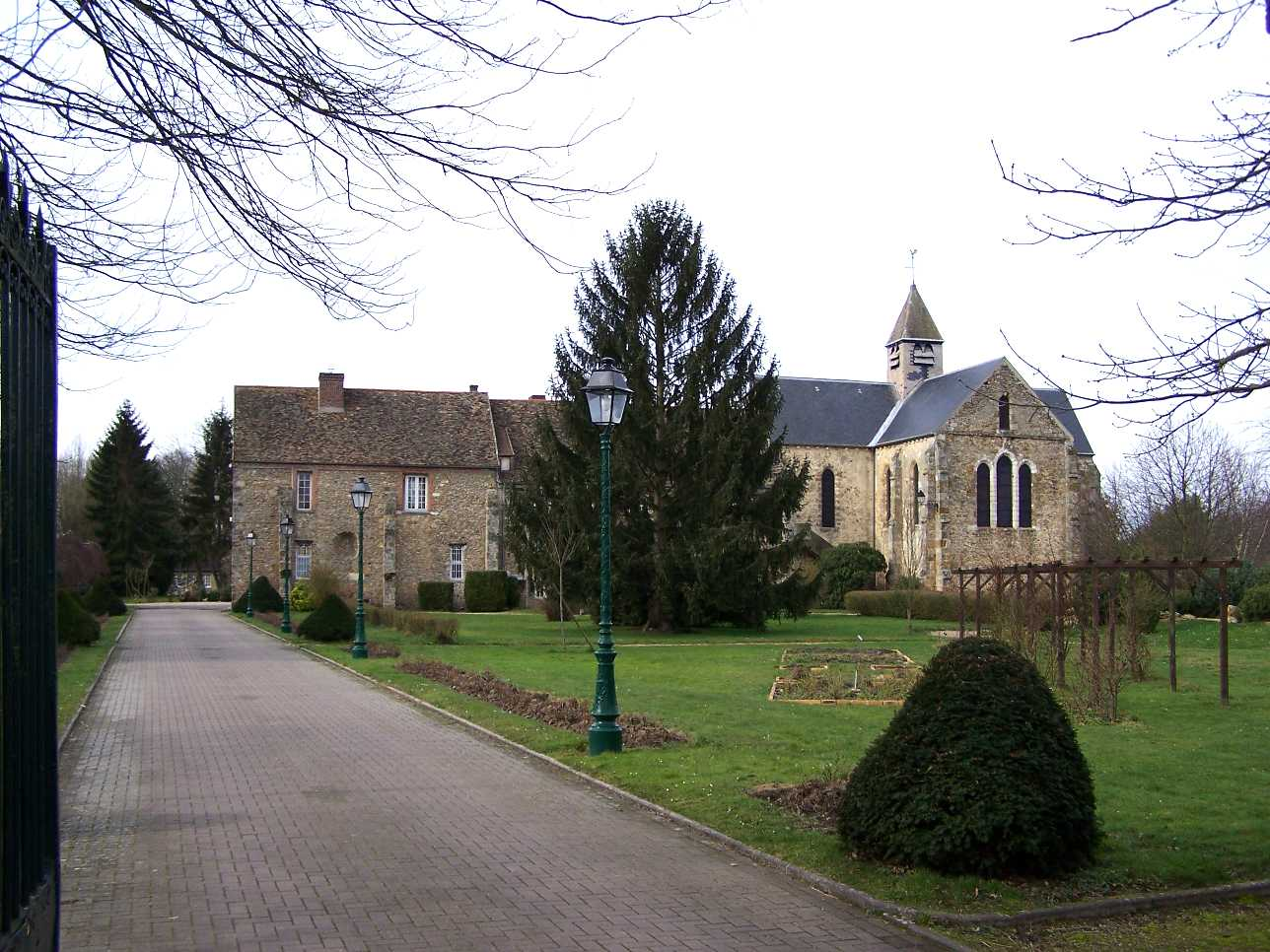
Abbaye Notre-Dame de la Roche
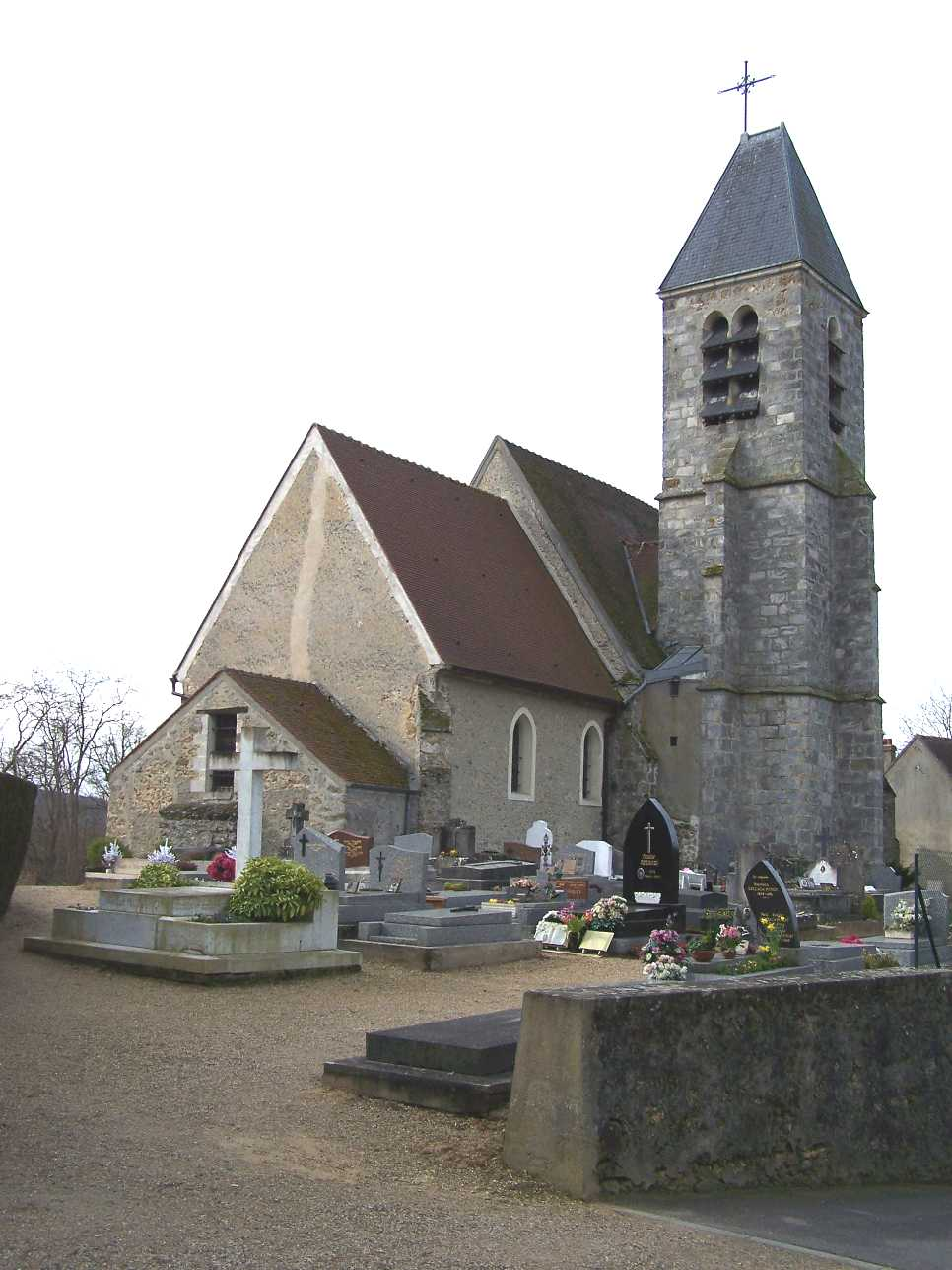
Kirche Saint-Nom-Notre-Dame
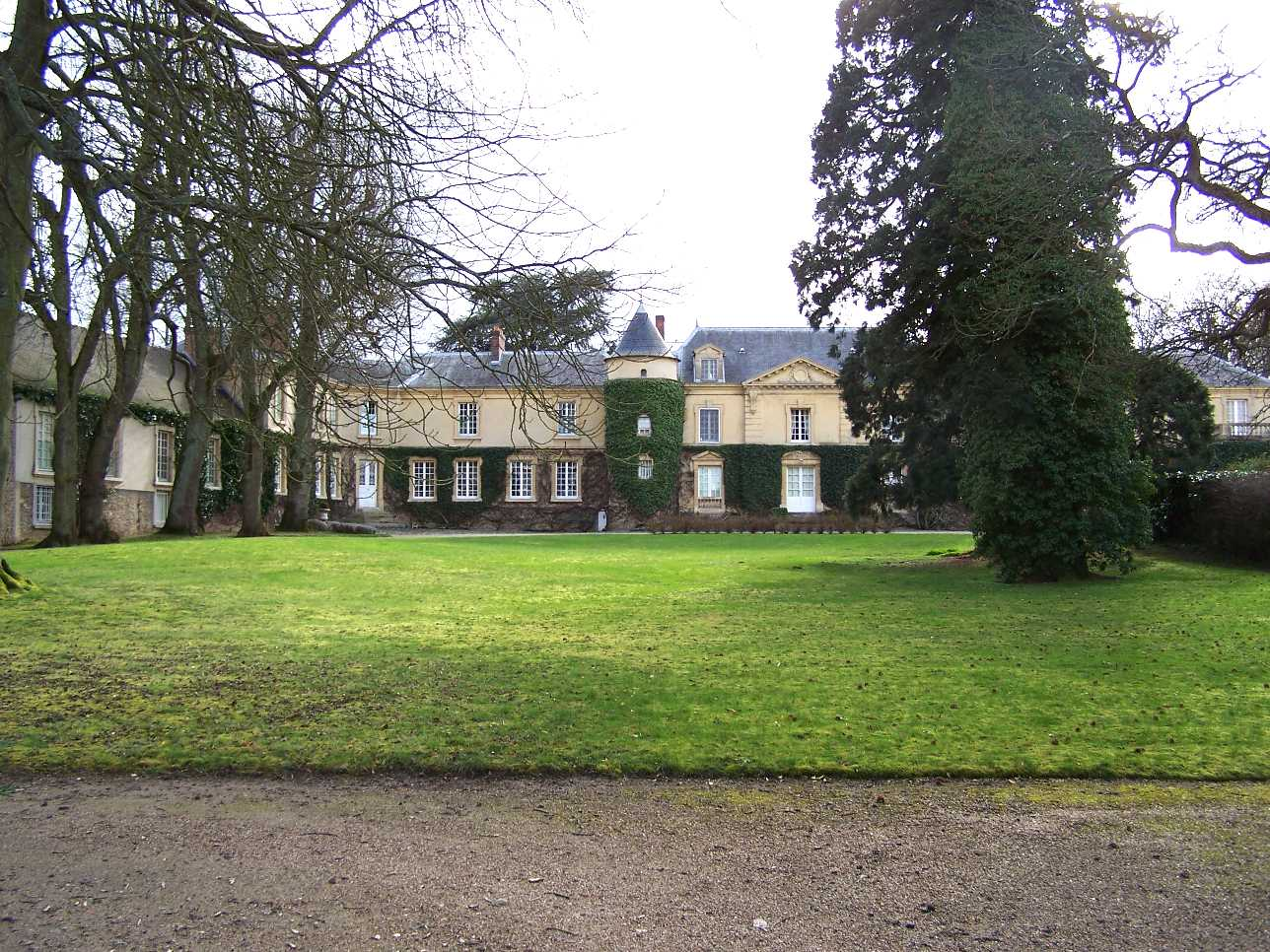
Château de La Boissière Beauchamp

## Persönlichkeiten
- Guy I. de Lévis (um 1180–1233), Ritter und Herr von Lévis-Saint-Nom
- Michel Fugain (* 1942), französischer Sänger